# Alexandra Fomina
Pour les articles homonymes, voir Fomina.
Alexandra Fomina est une joueuse franco-ukrainienne de volley-ball née le 4 mai 1975 à Louhansk (Ukraine). Elle mesure 1,73 m et joue libéro. Elle totalise 380 sélections en équipe d'Ukraine.

## Clubs
| Club                 | Pays        | De        | À         |
| -------------------- | ----------- | --------- | --------- |
| Dnipropetrovsk       | Ukraine     | 1991-1992 | 1991-1992 |
| Iskra Louhansk       | Ukraine     | 1992-1993 | 1998-1999 |
| Khimvolokno Cherkasy | Ukraine     | 1999-2000 | 1999-2000 |
| RC Cannes            | France      | 2000-2001 | 2003-2004 |
| Krug Cherkasy        | Ukraine     | mars 2005 | mai 2005  |
| RC Cannes            | France      | 2005-2006 | 2011-2012 |
| Rabita Bakou         | Azerbaïdjan | 2012-2013 | 2012-2013 |
| M.O. Mougins VB      | France      | 2013-2014 | "..."     |

## Palmarès
- Ligue des champions (2)
  - Vainqueur : 2002, 2003
  - Finaliste  : 2006, 2012, 2013.

- Coupe de la CEV
  - Finaliste : 1999

- Championnat d'Ukraine (6)
  - Vainqueur : 1994, 1995, 1996, 1997, 1998, 2000

- Championnat de France (11)
  - Vainqueur : 2001, 2002, 2003, 2004, 2006, 2007, 2008, 2009, 2010, 2011, 2012

- Coupe de France (10)
  - Vainqueur : 2001, 2003, 2004, 2006, 2007, 2008, 2009, 2010, 2011, 2012
- Championnat du monde des clubs
  - Finaliste : 2012.
- Championnat d'Azerbaïdjan
  - Vainqueur : 2013.